# Waco O'Guin
Waco O'Guin (* 24. června 1975 Lakeland) je americký komik, herec, dabér, animátor, spisovatel a producent. Spolu s kolegou Rogerem Blackem je spolutvůrcem, výkonným producentem a členem hereckého obsazení animovaného seriálu Brickleberry stanice Comedy Central. O'Guina a Blacka inspiroval k vytvoření Brickleberry O'Guinův tchán Woody, bývalý strážce parku. Oba později vytvořili exkluzivní spin-offy Brickleberry pro Netflix v seriálu Paradise PD z roku 2018 a sci-fi seriálu Farzar z roku 2022.
Podílel se také na tvorbě pořadu Stankervision na MTV2 a hrál v něm, stejně jako v undergroundovém komediálním seriálu The DAMN! Show a seriálu na dnes již zaniklém komediálním webu Super Deluxe.
Pochází z městečka Lakeland v Georgii a v mládí vyhrál celostátní soutěž v kreslení Homera Simpsona.